# Platygaster coloradensis
Platygaster coloradensis är en stekelart som först beskrevs av William Harris Ashmead 1893.  Platygaster coloradensis ingår i släktet Platygaster och familjen gallmyggesteklar. Inga underarter finns listade i Catalogue of Life.